# Oparba maroccana
Espèce
Synonymes
- Solpuga maroccana Kraepelin, 1899

Oparba maroccana est une espèce de solifuges de la famille des Solpugidae.

## Distribution
Cette espèce se rencontre au Maroc, au Nigeria et au Togo.

## Description
Les femelles mesurent de 35 à 38 mm.

## Étymologie
Son nom d'espèce lui a été donné en référence au lieu de sa découverte, le Maroc.

## Publication originale
- Kraepelin, 1899 : Zur systematik der Solifugen. Mitteilungen aus dem Naturhistorischen Museum in Hamburg, vol. 16, p. 197-259 (texte intégral).